# Marcin Lijewski
Marcin Lijewski (Krotoszyn, 1977. szeptember 21. –) lengyel válogatott kézilabdázó. Jelenleg a német Wybrzeże Gdańsk játékosa. Posztját tekintve jobbátlövő. Testvére: Krzysztof Lijewski szintén válogatott játékos.
Pályafutását a KPR Ostrovia együttesében kezdte, ahol 1991 és 1996 között játszott. 1996-ban a Wybrzeże Gdańsk, majd 2001-ben a Wisła Płockba szerződött. Itt mindössze egy szezont töltött és 2002-ben Németországba a Flensburgba igazolt. A Flensburgot hat szezonon keresztül erősítette és 2008-ban HSV Hamburgba igazolt.
A lengyel válogatottban 1997-ben mutatkozhatott be. A 2007-es világbajnokságon ezüst, a 2009-es világbajnokságon pedig bronzérmet szerzett a nemzeti csapat tagjaként.
Marcin Lijewski rendelkezik a lengyel válogatottban lejátszott legtöbb mérkőzéssel.

## Sikerei

### Válogatottban
- Világbajnokság: 
  - 2. hely: 2007
  - 3. hely: 2009

### Klubcsapatban
- PGNiG Superliga: 
  - 1. hely: 2000, 2001, 2002
- Bundesliga: 
  - 1. hely: 2004, 2011
  - 2. hely: 2009, 2010
  - 3. hely: 2008
- Német-kupa: 
  - 1. hely: 2004, 2005, 2010
- Német-szuperkupa: 
  - 1. hely: 2010, 2011